# Вибух на станції Йончон
22 квітня 2004 року південнокорейське агентство «Ренхап» з посиланням на китайські джерела повідомило, що в КНДР на станції Йончон (провінція Пхенан-Пукто), розташованій за 50 кілометрів від корейсько-китайського кордону, зіткнулися поізди, що перевозили зріджений газ і нафту. Як відзначало агентство, катастрофа відбулася дев'ять годин опісля після того, як керівник цієї країни Кім Чен Ір пройшов на своєму літерному поїзді тим же шляхом з Пекіна до Пхеньяна. В результаті зіткнення поїздів відбувся вибух. За повідомленнями британського телеканалу «Скай Ньюз», при цьому постраждали до трьох тисяч осіб.
23 квітня уряд Північної Кореї офіційно повідомив, що на станції Йончон вибухнули два вагони з вибуховими речовинами. Вибух стався в четвер, 22 квітня, о 12:10 за місцевим часом. За даними, наданими КНДР того дня, в результаті вибуху постраждали понад 1000 осіб і було зруйновано більше 1800 житлових будинків. Крім того, були знайдені тіла 50 загиблих.
Південнокорейські експерти припустили, що потужність вибуху на залізниці в КНДР могла складати 26,5 тонни в тротиловому еквіваленті. Свій прогноз вони засновували на тій кількості зрідженого газу, який міг знаходитися в трьох залізничних цистернах, що вибухнули, — 60 тисяч літрів.
Увечері 23 квітня 2004 року КНДР офіційно звернулася по допомогу до ООН. Того ж дня Генеральний секретар Кофі Аннан висловив співчуття народу Північної Кореї у зв'язку з трагічною подією.
24 квітня 2004 року північнокорейське інформаційне агентство ЦТАК повідомило, що «причиною вибуху 22 квітня на залізничній станції Йончон стало коротке замикання електрики, що виникло в результаті необережного поводження при переводі на запасний шлях вагону, завантаженого добривом нітрат хлористого амонію і цистернами».
Крім того, 24 квітня також стало відомо, що представники Організації Об'єднаних Націй і закордонні дипломати виїхали з Пхеньяну на станцію Йончон. Корейський уряд вперше відкрив для відвідин місце вибуху. КНДР погодилася прийняти допомогу ООН і дозволити її представникам відвідати місце трагедії після двох раундів переговорів між представником Міжнародного продуктового фонду в Пхеньяні Массудом Гайдером і чиновниками північнокорейського уряду.
26 квітня 2004 року Північна Корея вперше офіційно опублікувала повідомлення про 150 загиблих і 1300 поранених в результаті вибуху на залізниці 22 квітня. Як передало Центральне телеграфне агентство Кореї (ЦТАК), в районі станції Йончон радіус руйнувань склав до двох кілометрів. Найпотужніші руйнування сталися в радіусі до півтора кілометрів від епіцентру вибуху. Зруйнованими виявилися до 30 будівель суспільного призначення і підприємств, а також житлових споруд, в яких проживали 8100 сімей. З них будівлі, в яких жили 1850 сімей, повністю стерті з лиця землі. На місці вибуху, за даними агентства, утворилася воронка завглибшки 15 метрів.
В той же час низка інформагентств з посиланням на Міжнародний Червоний Хрест повідомляли про 161 загиблих.
Збиток від вибуху північнокорейська влада оцінили в 400 мільйонів євро. Допомогу Північній Кореї в ліквідації наслідків аварії надали Росія, Південна Корея, Японія і низка інших країн.